# Horrem (Kerpen)
Horrem ist ein Ortsteil der Stadt Kerpen im Rhein-Erft-Kreis in Nordrhein-Westfalen am östlichen Ufer der Erft. Bis 1975 war Horrem eine eigenständige Gemeinde.

## Geographie
Im Süden befindet sich Götzenkirchen und im Osten Neu-Bottenbroich, ebenfalls Stadtteile der Stadt Kerpen. Nachbarorte sind im Norden Quadrath-Ichendorf (zu Bergheim) und im Osten Habbelrath (zu Frechen).

## Geschichte

### Horrem
Horrem wurde im Jahr 864 als Horoheim erstmals urkundlich erwähnt. In dieser Zeit wurde die Ansiedlung als dem Kölngau zugehörig bezeichnet. Der alte Name des Ortes bedeutet so viel wie Sumpfheim. Der Name Horrem kann auch mit guten Gründen vom lateinischen Wort „horreum“ (Kornspeicher) abgeleitet werden. Schon zur römischen Zeit war das Erftgebiet für seine fruchtbaren Lössböden bekannt. Römische Legionsveteranen hatten nach 18 Dienstjahren das Anrecht auf eine Bauernstelle. Diese Gutshöfe, Villae Rusticae, sind für das Gebiet Horrem nachgewiesen. Die römische Legion in Köln wurde unter anderem von hier mit Getreide versorgt.
Im 13. und 14. Jahrhundert gehörte Horrem zum Herzogtum Jülich. Vom 14. bis 17. Jahrhundert sind die von Merode die Herren der Burg Hemmersbach, das heißt Horremer Unterherrschaft. Aus ihrem Wappen stammen die roten Pfähle des Horremer Wappens. 1789 war Horrem ein Ort im Jülicher Amt Bergheim. Nach der Besetzung durch die französischen Truppen kam Horrem zum Kanton Kerpen im Arrondissement Cologne im Département de la Roer. In preußischer Zeit entstand im Kreis Bergheim die Gemeinde Hemmersbach, die 1907 in Horrem umbenannt wurde. Die Gemeinde gehörte zunächst zur Bürgermeisterei Sindorf bzw. ab 1928 zum Amt Sindorf. 1938 erfolgte die Namensänderung des Amtes in Amt Horrem.
Durch das Köln-Gesetz von 1974 gehört Horrem seit dem 1. Januar 1975 zur Stadt Kerpen.

### Götzenkirchen
Bis zur napoleonischen Zeit hieß der Ort Gutzenkirchen (aus dem Namen Godo oder Götz) oder Gotteskirchen; danach wechselten die Ortsbezeichnungen, bis es beim heutigen Namen blieb. In den Annalen des Historischen Vereins für den Niederrhein von 1912 ist von „Gotteskirchen“ die Rede. Ebenso ist dieser Name im Handbuch des Erzbistums Köln von 1966 noch in Klammern hinter der heutigen Bezeichnung aufgeführt. 1808 wurde die Pfarrei in Götzenkirchen als Filiale der Clemenskirche in Hemmersbach unterstellt. Im angrenzenden ehemaligen Tagebau, der nun Naturschutzgebiet ist, fand 2005 der 20. Weltjugendtag auf dem sogenannten „Marienfeld“ statt.

## Wappen
Das Wappen Horrems zeigt im geteilten Schild oben in Gold einen Löwen mit blauem Anker in den Pranken und unten vier rote Pfähle auf Gold.

## Verkehr

### Schiene

#### Deutsche Bahn und S-Bahn

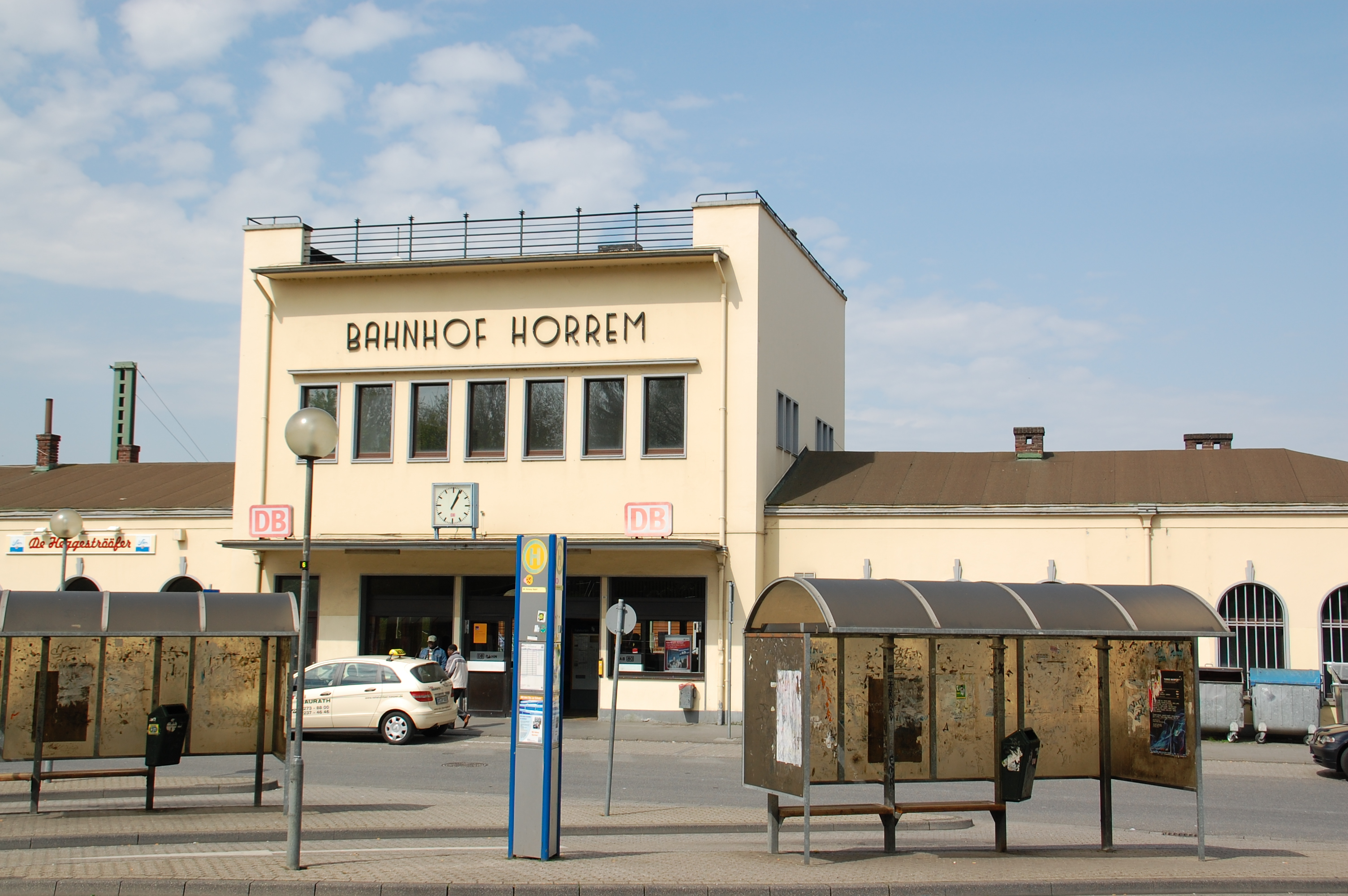
Historisches Foto des 2012 abgerissenen Empfangsgebäudes des Bahnhofs Horrem

Der Bahnhof Horrem ist ein Verkehrsknotenpunkt im Rheinland. Er verbindet die Strecke Köln Hbf–Horrem–Düren–Langerwehe–Eschweiler Hbf–Aachen Hbf mit der Erftbahn Horrem–Quadrath-Ichendorf–Bergheim–Bedburg–Grevenbroich–Düsseldorf Hbf. Außerdem fahren die S-Bahnen S 12 Horrem–Köln–Troisdorf–Siegburg–Hennef (Sieg)–Herchen–Au und S 13/S 19 Düren–Horrem–Köln–Köln/Bonn Flughafen–Troisdorf (–Siegburg–Hennef (Sieg) –Herchen (–Au) ). Der NRW-Express RE 1 – die am stärksten ausgelastete Zugverbindung Deutschlands – hält ebenfalls in Horrem, wie auch der Rhein-Sieg-Express RE 9. Quer durch den Bahnhof verläuft die tektonische Verschiebung des Horremer Sprungs, der ein Teil des Erftsprungs ist. Im Hinblick auf kleine Verschiebungen sind die Schienenstöße der S-Bahn und Regionalbahn an dieser Stelle in Fahrtrichtung leicht verschiebbar montiert. Für den Schnellverkehr wurde eine aufwendige unterirdische Brücke errichtet.
Das Empfangsgebäude des Bahnhofs wurde im November 2012 abgerissen und komplett neu errichtet. Das neue Bahnhofsgebäude wurde im Rahmen eines Pilotprojekts der Deutschen Bahn als „Deutschlands erster ‚Grüner Bahnhof‘“ streng nach ökologischen Gesichtspunkten gebaut und mit umweltfreundlicher Technik ausgestattet.

#### „Nord-Süd-Bahn“ Rheinbraun
Am östlichen Rand von Horrem verläuft eine weitere Eisenbahnstrecke. Auf dieser Werksbahnstrecke werden Kohle und Abraum zwischen den Tagebauen und den Kohlekraftwerken der RWE Power (ehemals Rheinbraun AG) transportiert. An der Stelle, an der diese Bahnstrecke die Strecke Köln–Aachen der Deutschen Bahn überquert, entstand in den Jahren 1953/1954 die Horremer Brücke. Sie wurde nötig, weil man wegen der Elektrifizierung der Bahn den 1623 m langen Tunnel durch die Ville abreißen – aufschlitzen – musste. Er war schon 1840 für die Bahnstrecke Belgien–Aachen–Köln gebaut worden. 

#### Die „strategische Bahn“
Westlich von Horrem und Götzenkirchen verläuft der Bahndamm der „Strategischen Bahn“. Diese sollte nach 1870/71 das Rhein-Ruhr-Gebiet durch die Eifel mit dem lothringischen Industrierevier verbinden, das damals zum Deutschen Reich gehörte. 1919 beendete der Versailler Vertrag diese Pläne.
Zu dieser unvollendeten Bahnstrecke zählen auch die Brückenstümpfe bei Ahrweiler und der „Regierungsbunker“ bei Dernau-Marienthal. Der Streckenabschnitt von Horrem bis Liblar wurde nach dem Zweiten Weltkrieg teilweise wegen des Braunkohle-Abbaus verlegt, aber kurz danach stillgelegt.

#### Attentat von 1901
Am 28. November 1901 entgleiste gegen 19 Uhr der Personenzug Nr. 640 von Verviers nach Köln Hauptbahnhof in der Nähe des Bahnhofs Horrem, weil eine ausgewechselte alte Schiene, die zwischen den Gleisen gelagert war, quer über das Gleis gelegt und mit Draht befestigt worden war. 4 Tote, 3 Schwerverletzte und 12 Leichtverletzte waren die Folge.

### Straße

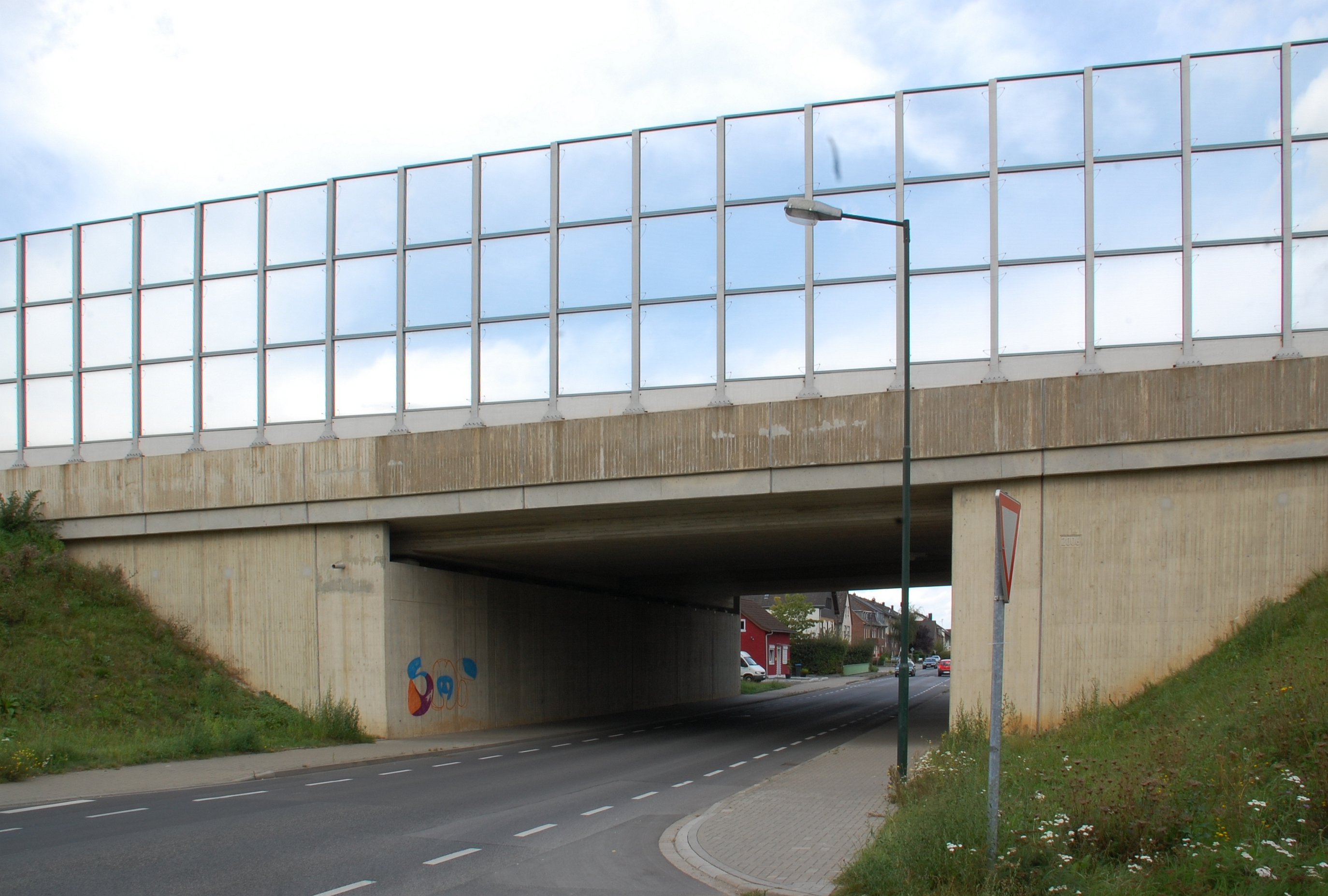
Autobahnbrücke der A 4 in Horrem mit Lärmschutzwänden

Horrem liegt unmittelbar am Kreuz Kerpen und kann über die Ausfahrten Bergheim-Süd und Kerpen-Türnich (beide A 61), sowie Kerpen/Sindorf/Horrem (A 4) erreicht werden. Die A 4 selbst durchquert Horrem in Ost-West-Richtung zwischen Götzenkirchen und Horrem. Am nördlichen Ortsrand verläuft die Bundesstraße 55.
Vor dem Bahnhofsgebäude befindet sich ein Busbahnhof mit sechs Bahnsteigen für die VRS-Omnibuslinien der Rhein-Erft-Verkehrsgesellschaft Richtung Bergheim, Bedburg, Elsdorf, Erftstadt, Frechen, Hücheln, Hürth, Kerpen, Königshoven und Sindorf.
| Linie | Verlauf | Taktung |
| ----- | --- | ------- |
| 920   | Erftstadt Bf – Liblar – Lechenich – Konradsheim – Dirmerzheim – Gymnich – Kerpen – Sindorf – Horrem Bf \|\| 60/90-Min.-Takt                                                                                              |         |
| 941   | Elsdorf Busbf – Giesendorf – Berrendorf – Widdendorf – Heppendorf – Ahe – Sindorf – Horrem Bf \|\| kein Takt |         |
| 944   | Brüggen – Balkhausen – Türnich – Horrem Bf / Horrem Markt – Sindorf \|\| kein Takt |         |
| 955   | Horrem Bf – Türnich – Balkhausen – Brüggen – Kierdorf – Köttingen – Liblar – Erftstadt Bf – Bliesheim – Lechenich \|\| 60-Min.-Takt                                                                                      |         |
| 960   | Bergheim Kreishaus – Bergheim Bf – Kenten – Quadrath-Ichendorf – Horrem Bf – Habbelrath – Grefrath – Benzelrath – Frechen Rathaus – Bachem – Gleuel – Hürth-Mitte – Hürth-Hermülheim (Stadtbahn) \|\| 60/30-Min.-Takt    |         |
| 964   | Kerpen Lörsfelder Busch – Mödrath – Kerpen – Götzenkirchen – Horrem Markt – Horrem Bf – Neu-Bottenbroich – Habbelrath – Grefrath – Benzelrath – Frechen Rathaus \|\| 60-Min.-Takt                                        |         |
| 966   | Kerpen – Sindorf / Horrem Markt – Horrem Bf (– Neu-Bottenbroich) \|\| kein Takt |         |
| 975   | (Grevenbroich – Laach – Gustorf – Königshoven –) Kaster – Bedburg Bf – Blerichen – Kirdorf – Glesch – Paffendorf – Zieverich – Bergheim Bf – Kenten – Quadrath-Ichendorf – Horrem Bf \|\| 60-Min.-Takt                   |         |
| 976   | Frechen EuroPark – Frechen Rathaus – Benzelrath – Grefrath – Habbelrath – Neu-Bottenbroich – Horrem Bf – (Sindorf Schulzentrum –) Kerpen – Langenich – Manheim-neu – Bergerhausen – Blatzheim – Buir S \|\| 60-Min.-Takt |         |
| 788   | AST-Verkehr: Anrufsammeltaxi Kerpen \|\| nach Bedarf |         |

Der Bahnhofsvorplatz und der Busbahnhof werden seit 2010 umgebaut und völlig neu gestaltet.

## Religion

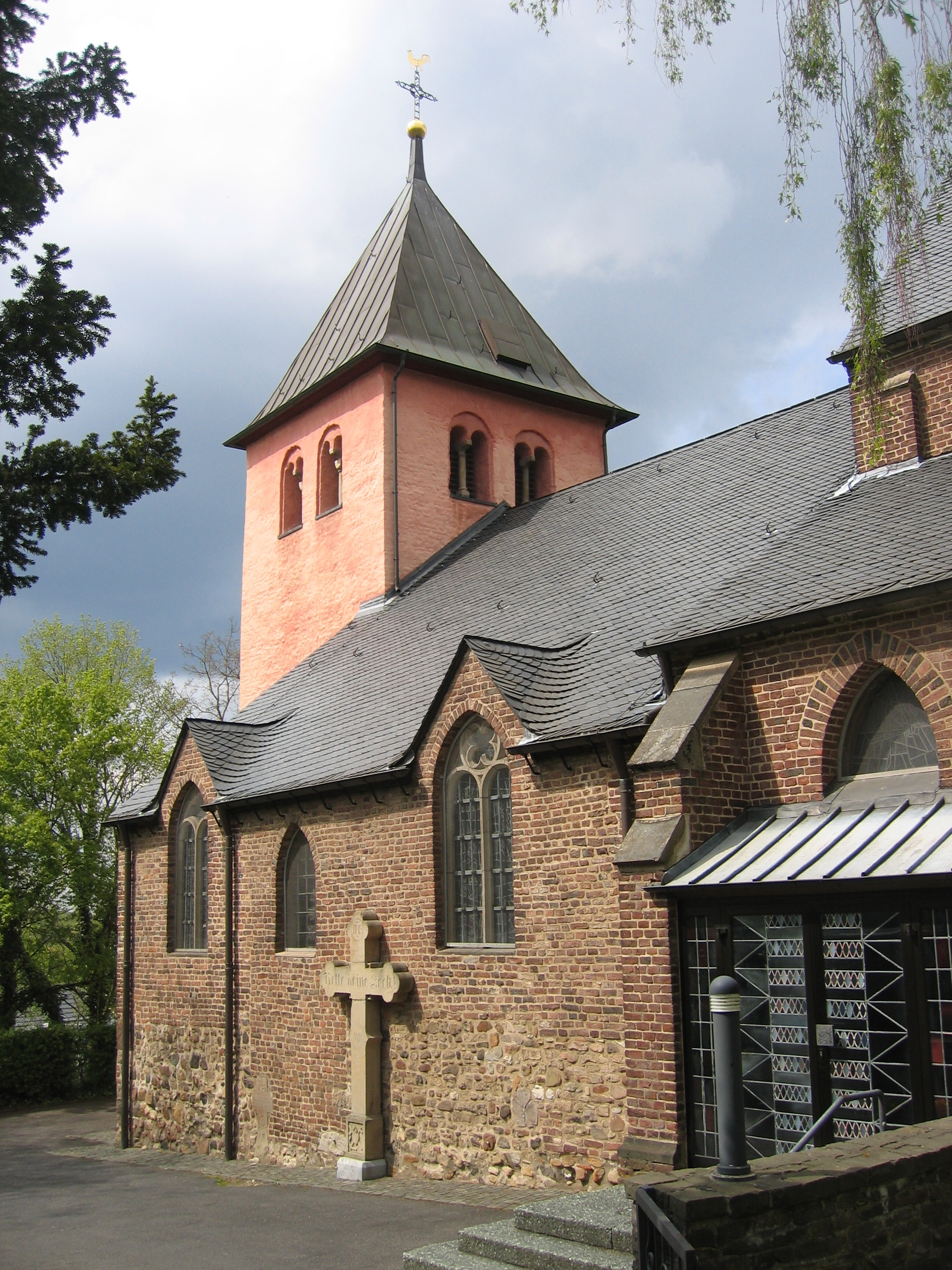
St.-Clemens-Kirche in Horrem

Der katholische Pfarrverband Horrem-Sindorf besteht aus den Gemeinden „Christus König“ mit der alten Pfarrkirche romanischen Ursprungs „Sankt Clemens“ und der neuen Pfarrkirche „Christus König“ in Horrem, „St. Cyriakus“ in Götzenkirchen, „Heilig Geist“ in Neu-Bottenbroich und „Sankt Maria Königin“ sowie „Sankt Ulrich“ in Sindorf.
Die evangelische Kirchengemeinde Horrem mit der Kreuzkirche am Mühlengraben in Horrem. Die Kirche und das Gemeindezentrum wurden 1967 eingeweiht.
Daneben bestehen noch eine Neuapostolische Kirche und eine Evangelisch-Freikirchliche Gemeinde.
Weltweite Bekanntheit erlangte Horrem durch den Besuch von Papst Benedikt XVI. im Rahmen des Weltjugendtages 2005 auf dem im Osten von Horrem gelegenen Marienfeld.
Sehenswert ist die denkmalgeschützte St.-Cyriakus-Kirche in Götzenkirchen.

## Bildung
In Horrem gibt es zahlreiche Kindergärten und zwei städtische Grundschulen – die Clemensschule und Rathausschule –, die städtische Hauptschule am Mühlengraben sowie die private Realschule Mater Salvatoris, das Adolf-Kolping-Berufskolleg Horrem (Technikzentrum I – Berufskolleg des Rhein-Erft-Kreises) und die PRÄHA Gesundheitsschulen Rheinland gGmbH mit den privaten Berufsfachschulen Präha Lehrinstitut für Physiotherapie, Präha Lehrinstitut für Massage und dem staatlich anerkannten privaten Berufskolleg Präha Anna-Hermann-Schule (Höhere Bererufsfachschule für Gymnastik und Kosmetik). Am Präha Lehrinstitut für Physiotherapie kann im dritten Jahr der Ausbildung und einem zusätzlichen vierten Jahr in Heerlen, Niederlande, seit 2002 der international anerkannte Abschluss Bachelor of Physiotherapy erworben werden. Die städtische Realschule und die Willy-Brandt-Gesamtschule Kerpen befinden sich im Schulzentrum Horrem–Sindorf.

## Persönlichkeiten
- Gerhard Dautzenberg (1934–2019), Neutestamentler
- Tiny Wirtz (1923–2023), Pianistin und Klavierpädagogin

## Sehenswürdigkeiten

### Horrem
Sehenswert sind: die Kirchen, insbesondere die alte St. Clemens-Kirche, die Burg Hemmersbach, das Kloster der Salvatorianerinnen mit anliegender Realschule (bis 2016 Mädchen-Realschule), das alte Rathaus und der Papsthügel auf dem Marienfeld. Der 1366 zerstörte Vorgängerbau der Burg Hemmersbach ist am Südrand des Ortes als „Motte“ noch erkennbar.

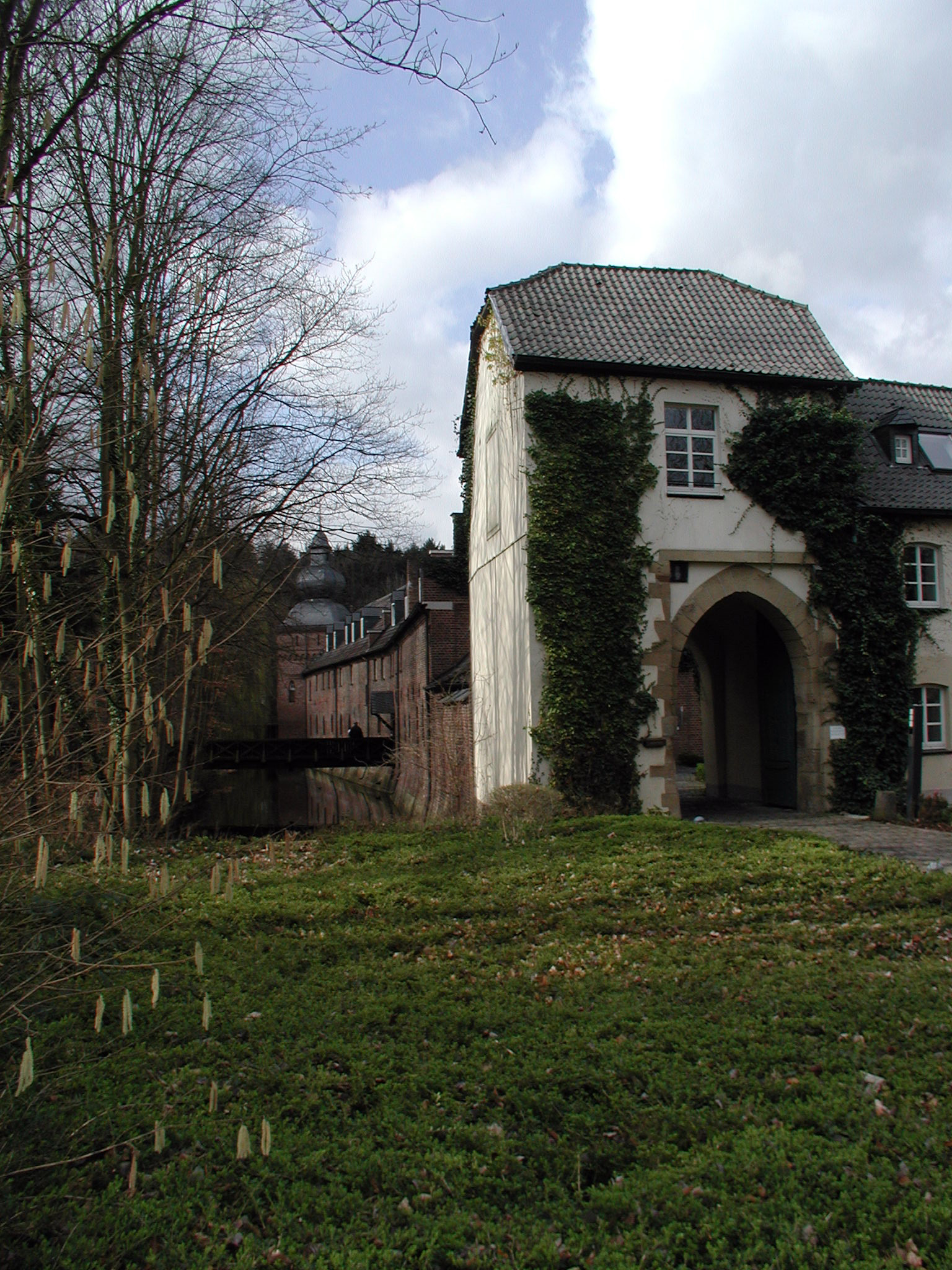
Burg Hemmersbach: Torhaus der Vorburg
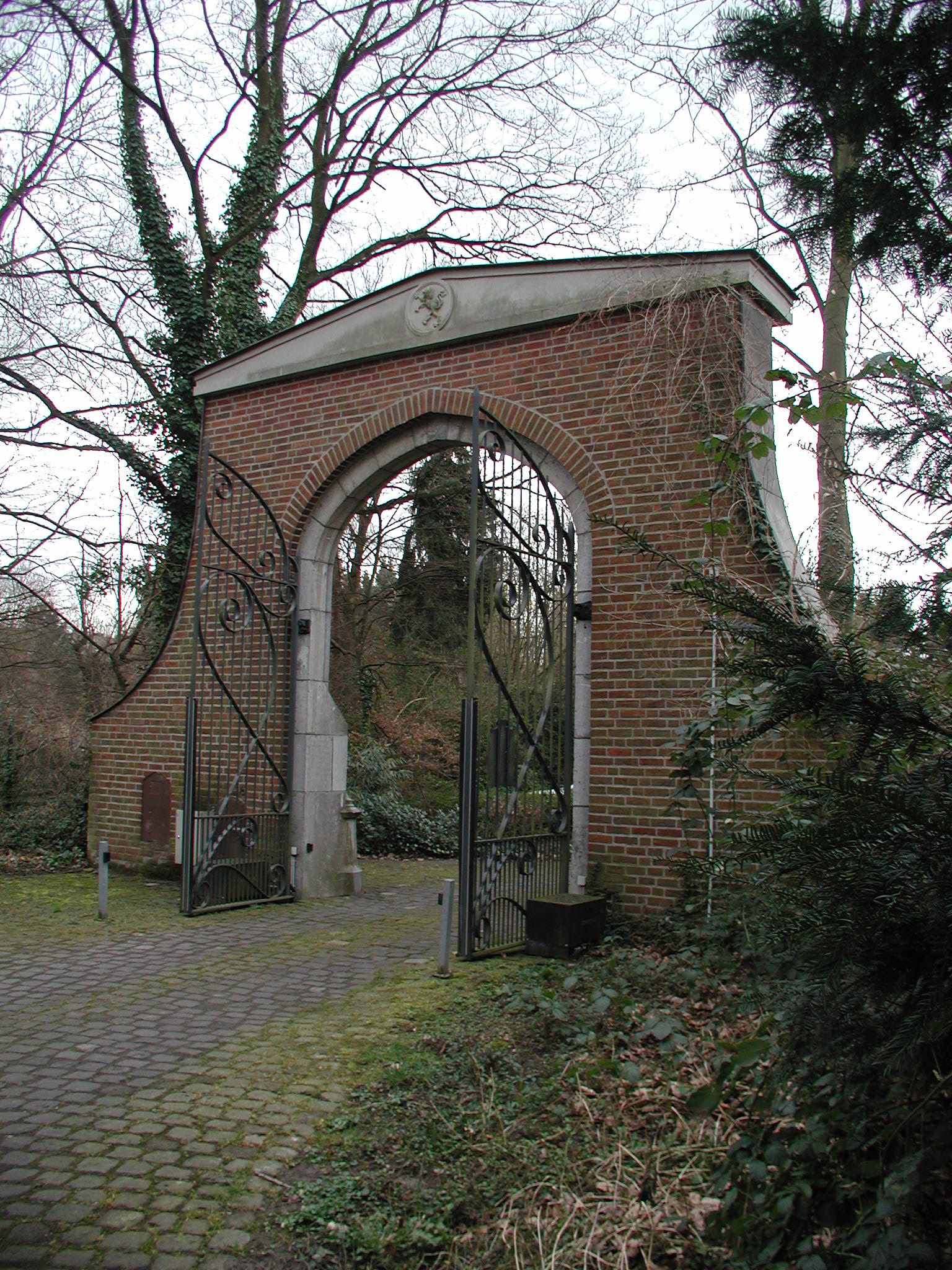
Burg Hemmersbach: Park

Die Clemenskirche ist vermutlich aus einer Eigenkapelle des Hauses Hemmersbach hervorgegangen. Das mittelalterliche Langhaus wurde 1852 wesentlich vergrößert.
Auf Burg Hemmersbach lebte der Rennfahrer Wolfgang Graf Berghe von Trips. Auf dem Gelände der Burg befand sich bis 2014 ein Museum über ihn, Teile der Ausstellung wurden an das Museum „Prototyp – Personen. Kraft. Wagen.“ in Hamburg abgegeben.
Ganz in der Nähe befand sich die erste Kartbahn Deutschlands, die neuen Wohnhäusern weichen musste. Sie war initiiert vom „Renngrafen“ von Trips, der den Kartsport in den USA kennengelernt hatte und ihn in Deutschland einführte. Dort trainierte als Kind Michael Schumacher auf dem Gokart, ehe die neue Kartbahn in Kerpen-Manheim eingerichtet wurde.

### Götzenkirchen
Das Ensemble der alten Dorfstraße ist von kleinen meist eingeschossigen Fachwerkhäusern geprägt.
Die Kirche St. Cyriakus geht auf einen Ursprungsbau des 11. Jahrhunderts zurück. Das heutige Gebäude ist ein schlichter Barockbau. Wegen der Grundwasserabsenkung infolge des Braunkohleabbaus musste Rheinbraun die alten Fundamente der Kirche unterfangen; dabei wurden Öl-Hydraulikpumpen installiert, die bei eventuellen nachträglichen Bodenbewegungen eine Nachregulierung ermöglichen. Die zugehörigen Messpunkte sind an den Außenwänden der Kirche erkennbar.

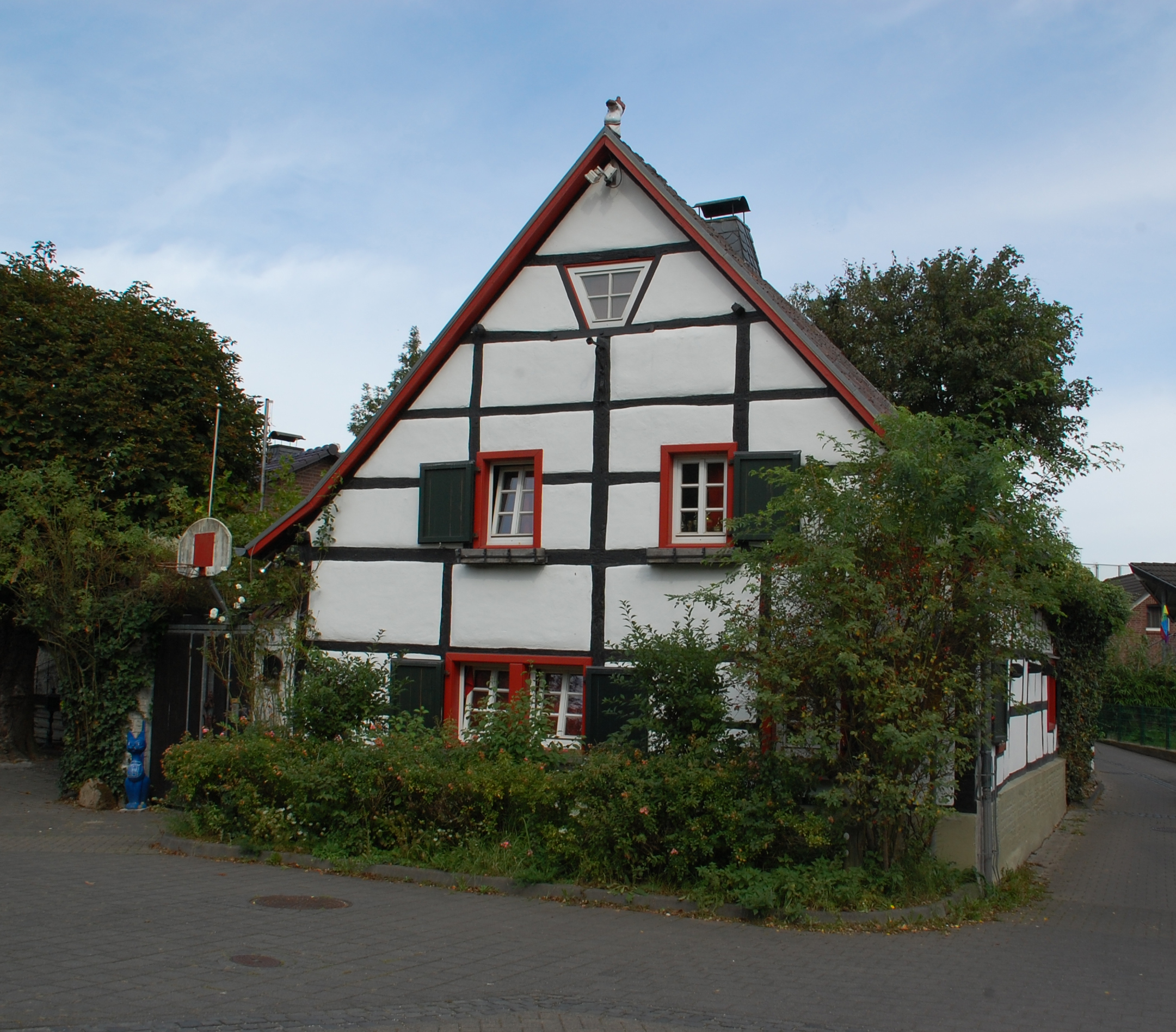
Haus an der Cyriakusstraße 40
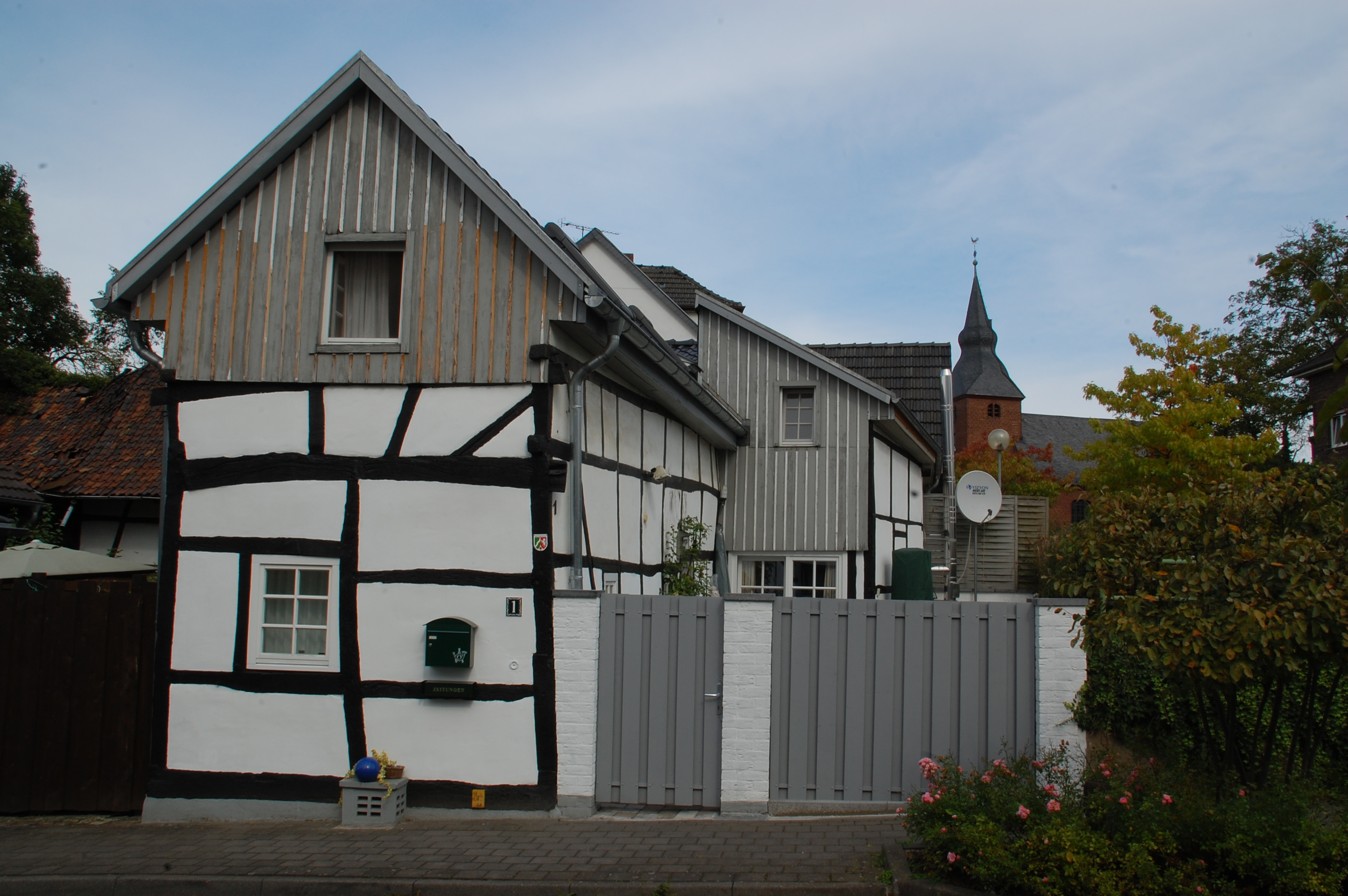
Haus am Maurinplatz 1
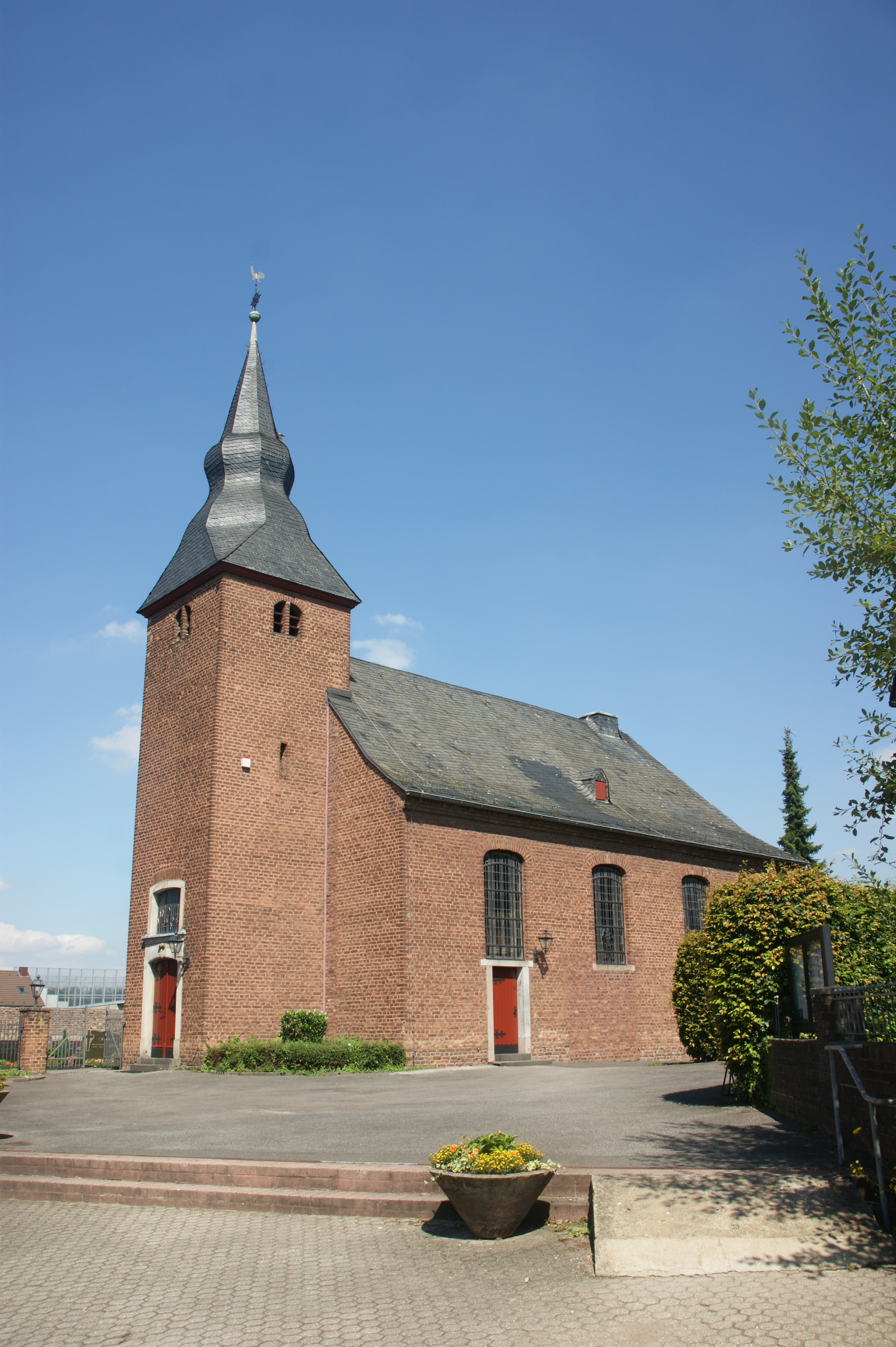
Pfarrkirche St. Cyriakus
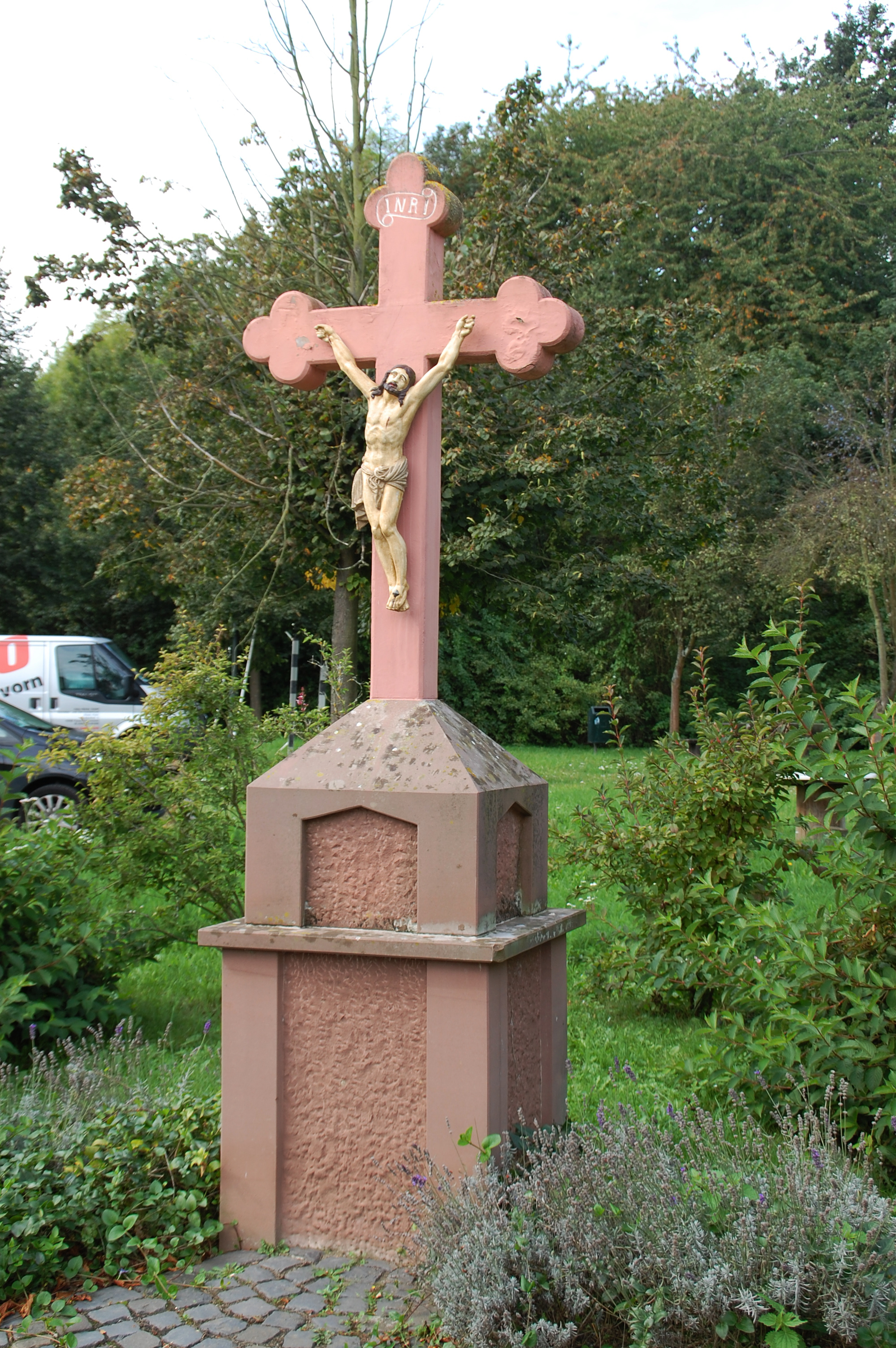
Wegekreuz Cyriakusstraße